# レーガン夫妻の1989年の日本旅行
1989年10月20日から28日の8日間にわたって元アメリカ合衆国大統領のロナルド・レーガンとその妻のナンシーが日本へ旅行した。この旅はフジサンケイグループと日本政府の招待によるものであった。レーガン夫妻は明仁天皇と美智子皇后との昼食を含む公式訪問を2日間行った。レーガンにはこの旅行のために200万ドルが支払われた。

## 背景
レーガンが大統領を退任して1年も経たないうちに実施されたこの旅行は、彼が落馬して脳外科手術を受けて以来、初めて公の場に姿を現したものであった。レーガンはこの旅行のために200万ドル（2023年時点の$4,915,973と同等）を受け取り、主催のフジサンケイグループと日本政府は700万ドルを負担した。この旅行はレーガンのエージェントを務めたチャールズ・Z・ウィックが手配した。レーガンは1988年にフジサンケイグループ創設者の鹿内信隆と大統領執務室で面会していた。ウィックはその後、1988年のレーガン訪日時に東京で鹿内の息子の鹿内宏明と面会し、レーガンの今後の訪日について話し合った。

## 日程

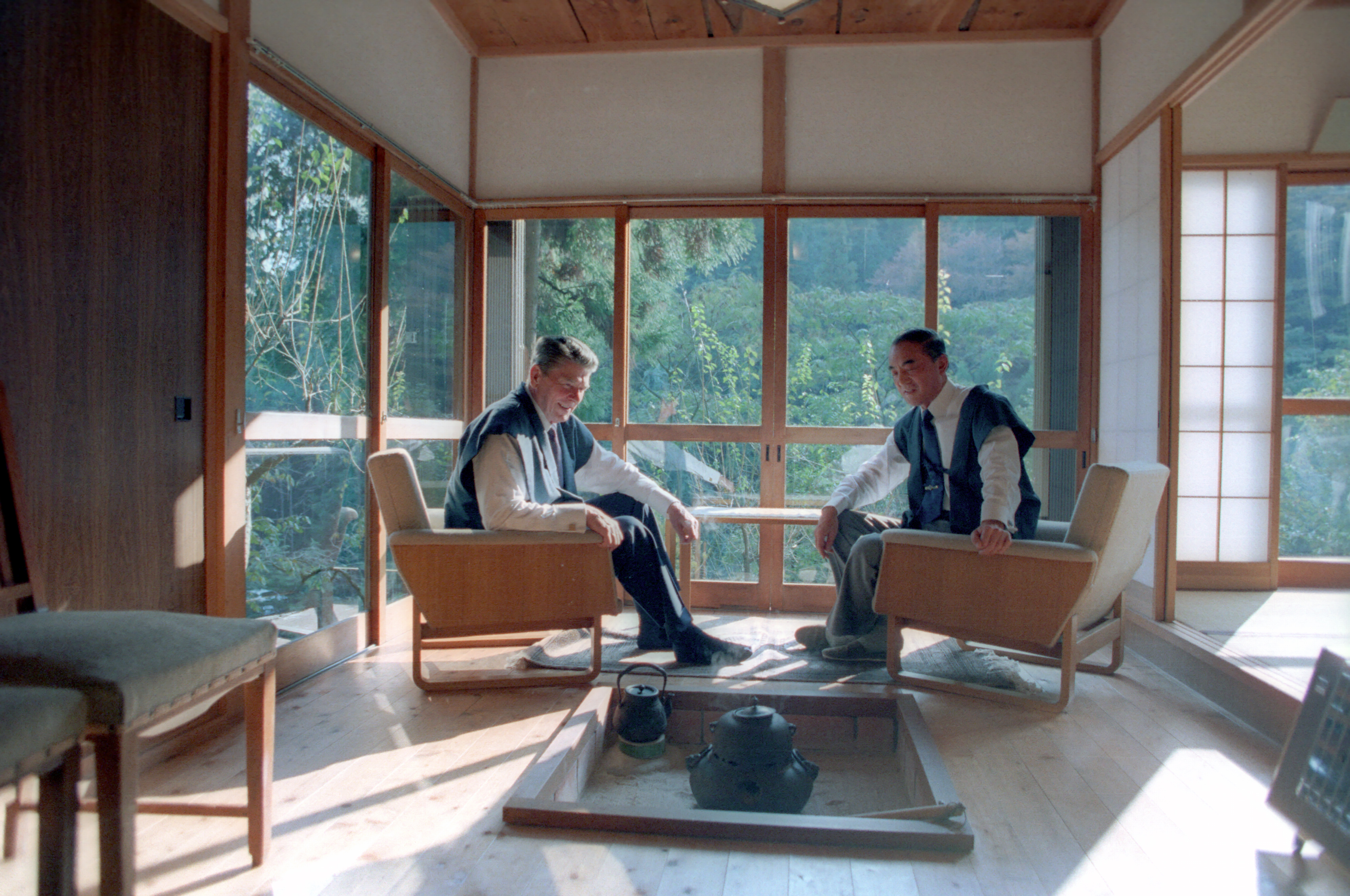
レーガンと中曽根康弘首相は1983年の訪日の際に東京の中曽根邸で昼食をともにした。

『産経新聞』は「MR. AMERICA IS COMING」という見出しを掲げた。レーガンの訪日はフジサンケイグループ以外のメディアではほとんど報道されなかった。
レーガン夫妻は寝室とシャワー付きのTWAボーイング747をチャーターして日本を訪れた。夫妻には20人のスタッフと12人のシークレットサービスが同行した。またアメリカ軍関係者229人も日本に駐留する親族を訪ねるためにレーガン夫妻に同行した。夫妻は羽田空港でのセレモニーで歓迎を受けた後、フジサンケイが所有する箱根 彫刻の森美術館を見学した。2人は富士山にほど近い箱根の中正堂にあるフジサンケイ所有のゲストハウスに滞在した。フジサンケイは14万ドルをかけてこの家を改装し、エレベーターと天然温泉を引いた風呂を設置した。レーガンは箱根について「太陽と雨と雲の中に日本の心がある。（中略）この土地は本当に恵まれている」と述べた。
旅行の日程は「昼食、カクテル、宴会、応接、写真撮影、面会、ツアー」で構成されていた。レーガン夫妻は横浜アリーナで開催された1万7000人の招待客が集う「フレンドシップコンサート」に出席した。コンサートにはペリー・コモ、プラシド・ドミンゴ、ハーレム少年合唱団、日本人歌手の加山雄三などが出演した。コンサートの後にレーガンが行った演説はエンターテインメント業界をナルシスティックと評するアメリカの記者を批判する内容であり、人々を混乱させた。
10月24日、レーガンは東京ドームで行われた近鉄バファローズと読売ジャイアンツによる日本シリーズ第3戦で始球式を行った。
レーガンは日本美術協会が創設した高松宮殿下記念世界文化賞の第1回受賞者を記念して開催された晩餐会に出席し、演説を行った。受賞者の1人である画家のデイヴィッド・ホックニーは賞金10万ドルの半分がフジサンケイの出資によるものであると聞かされると、「けど、レーガンにはもっと払っているんでしょう?」と発言した。
日本滞在中レーガン夫妻は駐日アメリカ合衆国大使館でチャリティ・イベントに出演する友人でコメディアンのボブ・ホープに遭遇した。
レーガンには大統領在任中の「日米間の友好関係の維持と協力関係の発展」に対して明仁天皇より大勲位菊花大綬章が授与された。
レーガンは演説の中で日本政府に対し、ポーランドで急拡大している民主化運動を支援し、アメリカの経済・社会的衰退を否定するよう促した。レーガンは「日本には、アメリカは日本の技術に支えられている衰退に向かう超大国であり、アメリカは怠惰で、軟弱で、過去の栄光にすがって生きているだけだと考えている人々がいると聞いている。（中略）私はその終焉の声に対して、数年前に我が母国での終焉の声に対して言ったことと同じ事を言う。あなたはアメリカをわかっていないんだ。あなたは我々の強みと可能性をわかっていないんだ」と述べた。レーガン夫妻は迎賓館赤坂離宮での明仁天皇、美智子皇后、海部俊樹首相、中曽根康弘元首相、竹下登元首相との晩餐会に出席した。海部首相はレーガンに対し、「もしも知的財産権に問題がなければ、私は偉大なコミュニケーターの秘訣を盗みたい」と述べた。レーガンは旅行中に日本食を一切口にしなかったことが知られており、宴会では高級フランス料理が振る舞われた。
ナンシー・レーガンを記念してホテルオークラで開かれた歓迎会には「東京の著名な、成功した、または既婚の女性100人」が出席した。歓迎会には高松宮宣仁親王の未亡人である宣仁親王妃喜久子、海部秀樹首相の妻の海部幸世、大使・実業家・大企業経営者の妻らが出席した。ナンシー・レーガンは歓迎会で薬物乱用についての演説を行い、「一度受け入れられた麻薬は家族や伝統を尊重しないことを私は知っている。それらを破壊するのです。そして私は、犯罪者は世界のどこでも犯罪者であると知っており、コカインで得られる巨額の利益を永遠に否定できる犯罪分子はいないと信じています」と聴衆たちに語った。
レーガンはあるテレビ番組のインタビューでソニーによるコロンビア ピクチャーズの買収についてコメントした。レーガンは「それが悪いことだとは思わない」と述べ、「ハリウッドには、作られる映画の一部に良識とセンスを取り戻すために外部の人間が必要なのかもしれないと感じる」と続けた。レーガンは後にハリウッド・ラジオ&テレビ協会主催の昼食会で「ある国での発言はしばしば別の国では誤解される」と述べて自身の発言を謝罪した。レーガンはまた、自身の大統領図書館のためにソニーから100万ドルのオーディオ・ビジュアル機器の寄付を求めた。レーガンはソニーへの賛辞とこの寄付計画の関連性を否定した。日本政府は図書館に200万ドルを寄付した。また個人からも数十万ドルの寄付が見込まれた。

## 評価

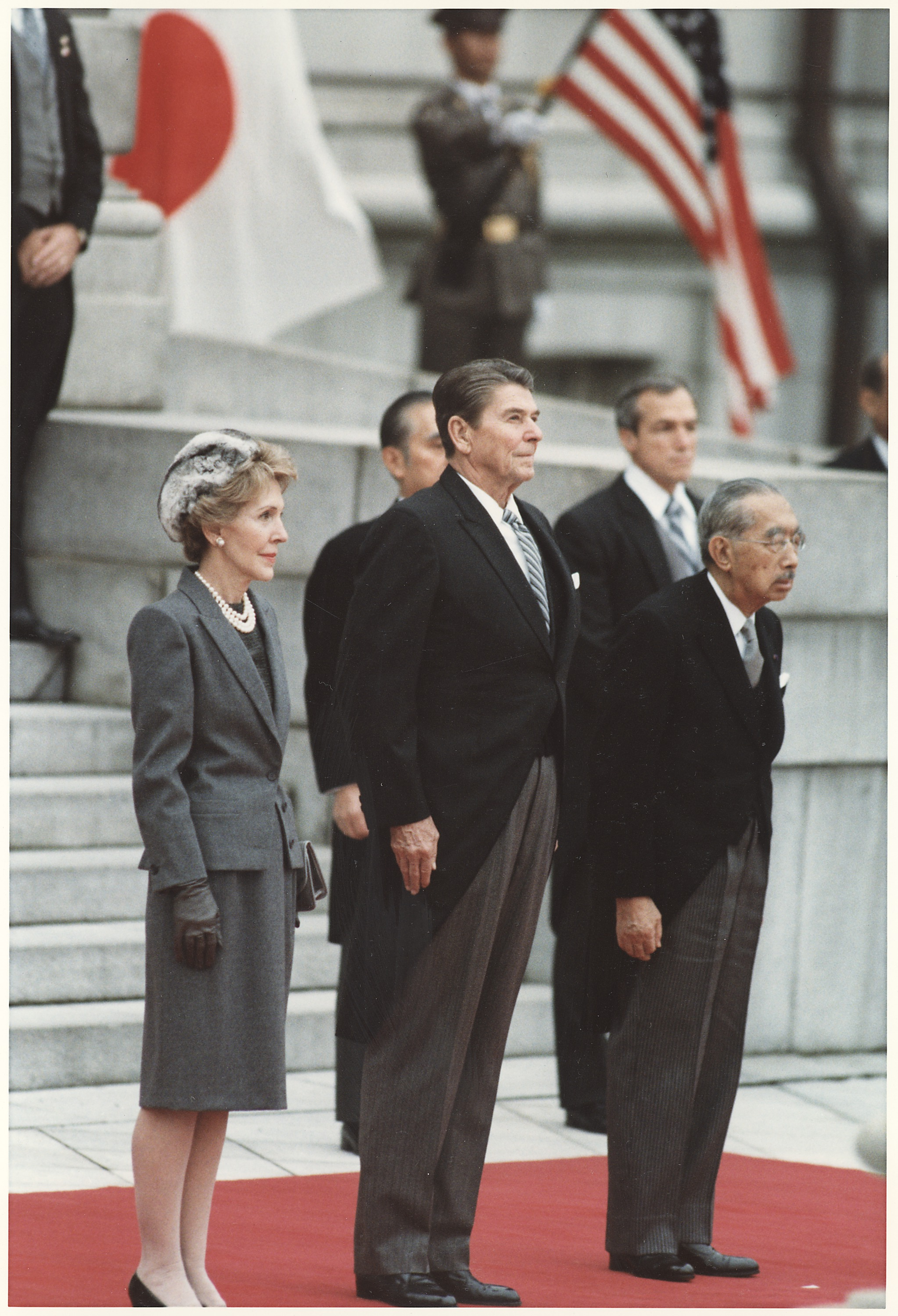
1983年の日本訪問時のレーガン夫妻と昭和天皇

この日本旅行はアメリカ国内の政治評論家たちからの批判を受けた。歴史家のヘンリー・グラフは「建国の父たち、ワシントン、アダムズ、ジェファーソン、マディソンは、この国で最も高い地位にある人物がそれを金に換えたことには唖然としたことだろう」と述べた。『ボストン・グローブ』と『ニューヨーク・タイムズ』の社説でもこの旅行は批判された。『ニューヨーク・タイムズ』では「レーガン夫妻が嬉々として参加したことは、その破格の報酬と同じくらいに不愉快だ。これまでの元大統領たちは執務室を去った後に常に威厳を保ってきたわけではない。しかし、これほど露骨に純粋な商業主義に走った例はない」と書かれた。『ボルチモア・サン』には「元大統領がどの時点で人気取りと職権乱用の一線を超えるのかは我々にはわからないが、外国企業のために100万ドルの演説をするのは一線を越えすぎているのは明らかだ」と書かれた。
『ボストン・グローブ』には、レーガンのスタイルは「政府を統率するパフォーマーのそれ」であり、フジサンケイでの演説はゼネラル・エレクトリックでの働きの再現とみなすことができるが、「より派手で、より高給」であったため、批評家たちは「レーガンの特異性を認識することはなかったかもしれない」と書かれた。
コラムニストのウィリアム・サファイアもまたこの旅行を批判し、「我が国の元指導者たちが特に回想録で大金を稼ぐ権利はみとめてあげよう。ここは自由の国で、彼らは私人なのだから。（中略）しかし、上品さ、礼儀正しさ、かつての高い地位に対する敬意というものがあるのだ」と述べた。サファイアは「敏腕エージェントをもち、悪びれたところがない元大統領には金儲けのチャンスが無限にあるのだ」と結論づけた。日本の外務省北米局北米第一課長の岡本行夫はレーガンの200万ドルの報酬に注目が集まったことについて「非常に残念だ」と述べ、「（レーガンは）お金によって政策が左右される人物ではない」し、彼は今でも「力強さと実行力のある楽観主義のある昔のアメリカのより大きなシンボル」であると評した。
レーガンは「数字が提示されたのは事実だが、反対はしなかった」と述べ、またトヨタのコマーシャルで300万ドルを得たハリウッド俳優がいると語った。彼はまた、この16年間に「全くお金を稼いでいなかった」と冗談交じりに述べ、今回の訪問では日米間の自由貿易に残るあらゆる障壁の撤廃を試みたと語った。元イギリス首相のエドワード・ヒースはレーガンが出席したあるイベントに参加した際、自身の唯一の関心事は「私の次の20分に（レーガンが）200万ドルを求める」ことだったと冗談交じりに語った。ナンシー・レーガンは「日本で提示されたお金は私たちが要求したわけではない。（中略）それは私たちに提供されたものです。私たちは2人とも旅立つつもりです。私たちは共にあちらで一生懸命に働いています。私たちは軍人の妻たちを同行させ、夫と対面させる。そして他の人たちもあちらへ行って、同等の報酬を得ているのです」と述べた。レーガンはその後、「日本は違います。私はこれについて詳述するつもりはありません」と述べた。
1989年11月、元大統領のジミー・カーターは講演料に200万ドルを提示されたことは一度もないと語った。カーターはまた、「ニクソン、フォード、レーガン大統領がホワイトハウスを去った後に行ったことを批判したことはない。（中略）だが、それは私が人生に望んでいることではない。我々はお金を与え、私たちが受け取ることはないのです」と語った。
エリザベス・ビュミラーは「大統領の権限を失ったレーガンが彼が過ごした8年間以上に独断行動をするを見るのは奇妙なことだ」と評した。彼女はさらに「彼はとある晩餐会ではトランペットのファンファーレと共に現れたが、『大統領万歳』ではなくモーツァルトの弦楽四重奏のほろ苦い音色に任せて去って行った」と書いた。
『ピープル』誌には「（人々は）ロン・スマイルとして知られるようになった笑顔に魅了されたのだ。レーガンさんは多くの人々を気持ちよくさせたのだから、旅行の主催者たちはその対価は正当だと考えたのかもしれない」と書かれた。